# 3195 Федченко
3195 Федченко (енгл. 3195 Fedchenko) је астероид главног астероидног појаса чија средња удаљеност од Сунца износи 2,910 астрономских јединица (АЈ).
Апсолутна магнитуда астероида је 12,4.